# Pilz (Unternehmen)
Pilz GmbH & Co. KG ist ein deutsches Unternehmen im Bereich der Automatisierungstechnik mit Komplettlösungen für die Sicherheits- und Steuerungstechnik mit Hauptsitz in Ostfildern.

## Geschichte
Der Unternehmer Hermann Pilz gründete 1948 in Esslingen eine Glasbläserei. In den ersten Nachkriegsjahren bildeten die Fertigung von Glasapparaten für die Medizintechnik und Quecksilberschaltgeräten den Schwerpunkt. In der Elektronikbranche verlagerte sich der Fokus auf die fortschreitende Miniaturisierung; Pilz spezialisierte sich neben Schaltgeräten und Steuersystemen vor allem auf Zeitrelais. Im Jahr 1968 wurden die ersten Tochterunternehmen in Österreich, Frankreich und der Schweiz gegründet. Das Produktspektrum wurde um speicherprogrammierbare Steuerungssysteme erweitert.

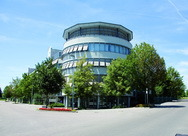
Stammhaus Ostfildern

1987 entwickelte Pilz das Not-Aus-Sicherheitsschaltgerät „PNOZ“. 1994 wurde die erste Tochtergesellschaft außerhalb Europas in den USA gegründet. 1997 folgte Asien mit Japan, 1998 Südamerika mit Brasilien. Mittlerweile ist Pilz mit 42 Niederlassungen und 25 Handelspartnern weltweit vertreten.
Das frei konfigurierbare, modulare Sicherheitsschaltgerät PNOZmulti kam 2002 auf den Markt. 2006 wurde das sichere Kamerasystem zur 3-D Raumüberwachung SafetyEYE entwickelt. 2009 folgten das konfigurierbare Steuerungssystem PNOZmultiMini und das Automatisierungssystem PSS 4000.
Seit 2017 bietet Pilz Lösungen im Bereich kollaborativer Roboter.
Am 13. Oktober 2019 „haben Monitoring-Systeme der Webserver von Pilz verdächtige Aktivitäten registriert und als Hackerangriff identifiziert“. Mit Trojanern (Ransomware) der Angreifer wurde weltweit ein Teil der Daten in den IT-Systemen des Unternehmens für Bürokommunikation verschlüsselt. Pilz reagierte nach dem Entdecken mit raschem Abschalten der Netzwerke und Server und einer Anzeige bei der Behörde. In den Folgetagen hat man sich mit Whiteboards und verschlüsselten Messengerdiensten ausgetauscht. Die Folgen des Angriffs wurden untersucht, Daten gesäubert und Systeme wieder schrittweise in Betrieb genommen. Am 21. November 2019 erklärte Fa. Pilz den Cyberangriff gemeistert zu haben. Die Erfahrungen aus dem Angriff sollen mit Geschäftspartnern geteilt werden und der Weiterentwicklung von Sicherheitssystemen dienen.

## Konzernstruktur
Die Pilz GmbH & Co. KG ist ein Familienunternehmen, das sich zu 100 Prozent in Familienbesitz befindet. Ende 2017 hat sich die Vorsitzende der Geschäftsführung Renate Pilz aus der Leitung des Unternehmens zurückgezogen. Seit 2018 bilden die geschäftsführende Gesellschafterin Susanne Kunschert und ihr Bruder, der geschäftsführende Gesellschafter Thomas Pilz, die Geschäftsführung.

## Produkte
Zu den Produkten zählen Sensorik, elektronische Überwachungsgeräte, Automatisierungslösungen mit Motion Control, Sicherheitsschaltgeräte, programmierbare Steuerungssysteme, der Bereich Bedienen und Beobachten sowie Service Robotik Module. Sichere Bussysteme, Ethernetsysteme sowie industrielle Funksysteme für die industrielle Vernetzung ergänzen das Angebot.

## Dienstleistungen
Pilz bietet Dienstleistungen zum kompletten Lebenszyklus oder auch zu einzelnen Phasen der Maschine an. Ausgehend von der Risikobeurteilung wird in der Regel ein konkretes Sicherheitskonzept erarbeitet. Dieses beinhaltet Vorschläge zur Umsetzung der funktionalen Sicherheit bei Steuerungssystemen und konstruktive Maßnahmen, mit denen die geforderte Risikominderung erreicht wird.
Ebenfalls angeboten werden Dienstleistungen gemäß BetrSichV, wie z. B. eine Gefährdungsbeurteilung oder eine Sicherheitsanalyse des Maschinenparks.

## Branchen
Lösungen von Pilz kommen in allen Bereichen des Maschinen- und Anlagenbaus zum Einsatz, darunter auch in der Verpackungs- und Automobilindustrie sowie in den Branchen Windenergie, Transport und Pressen.

## Zertifizierungen
Seit dem Jahr 1994 ist Pilz nach DIN EN ISO 9001 zertifiziert. Außerdem besitzt Pilz die Akkreditierung der Deutschen Akkreditierungsstelle (DAkkS) als Inspektionsstelle Typ „C“ für Inspektionen von Schutzeinrichtungen.
Im Januar 2019 wurde Pilz Österreich vom Exzellenznetzwerk Leitbetriebe Austria zertifiziert.

## Mitgliedschaften
Pilz ist Mitglied im Verband Deutscher Maschinen- und Anlagenbau, Zentralverband Elektrotechnik- und Elektronikindustrie und Verband der Bahnindustrie.